# Лондонский университет искусств
Лондонский университет искусств (англ. University of the Arts London) — британское государственное высшее учебное заведение со статусом университета со штаб-квартирой в Лондоне.

## История
Университет возник на базе семи ранее независимых колледжей искусства, дизайна, моды и коммуникаций, которые в 1986 году были объединены в административных целях и образовали Лондонский институт. Первоначально колледжи были созданы между 1850 и началом XX века. В соответствии с Законом о реформе образования 1988 года Лондонский институт стал единым юридическим лицом. Джон Маккензи был назначен первым ректором. В 1993 году институт получил полномочия по присуждению дипломов. В 2001 году ректором был назначен сэр Майкл Бишар, который призвал институт подать заявку на получение статуса университета. Лондонский институт первоначально решил не подавать заявку, поскольку отдельные его колледжи сами по себе были признаны на международном уровне. В 2003 году институту присвоен статус университета; в 2004 году он был переименован в Лондонский университет искусств. Уимблдонская школа искусств присоединилась к университету в качестве шестого колледжа в 2006 году и была переименована в Уимблдонский колледж искусств.

## Структура
- Камберуэллский колледж искусств
- Центральный колледж искусства и дизайна имени Святого Мартина
- Колледж искусств Челси[англ.]
- Лондонский колледж связи[англ.]
- Лондонский колледж моды[англ.]
- Уимблдонский колледж искусств[англ.]